# Love Story (canção de Melody)
"Love Story" é o décimo single da cantora melody., lançado através da Toy's Factory em 30 de maio de 2007. O single ficou nas paradas da Oricon durante 4 semanas e alcançou a 21ª posição.

## Lista de faixas
| Lista de faixas: |                                      |                        |                |                |         |  |
| N.º              | Título                               | Letras                 | Música         | Arranjo        | Duração |  |
| 1.               | "Love Story"                         | KURIS, Kyoko Okita     | KURIS          | Key Kawano     | 4:52    |  |
| 2.               | "BoRn 2 luv U (melody. Loves M-Flo)" | melody., MIZUE, VERBAL | m-flo          | Hisashi Nawata | 3:28    |  |
| 3.               | "Lovin' U: Deckstream Remix"         | H.U.B.                 | Debbie Huang   |                | 3:58    |  |
| 4.               | "Love Story" (instrumental)          |                        | KURIS          |                | 4:50    |  |
| Duração total:   | Duração total:                       | Duração total:         | Duração total: | Duração total: | 17:08   |  |